# Werner Schmid (Genetiker)
Werner Schmid (* 13. Februar 1930; † 3. Januar 2002) war ein Schweizer Arzt und Genetiker. Er war einer der Pioniere der menschlichen Zytogenetik und Mitbegründer der Fachzeitschrift Cytogenetic and Genome Research.

## Leben
Werner Schmid wuchs in Winterthur auf. Medizin studierte er in Zürich und Paris. Nach Auslandsaufenthalten in Austin und Houston erhielt er 1962 den Ruf zurück nach Zürich, um ein zytogenetisches Labor am dort dortigen Kinderspital aufzubauen. In den Jahren 1970 und 1971 war er Präsident der Schweizer Gesellschaft für Genetik und von 1978 bis 1979 der Swiss Society of Medical Genetics (SSMG – Schweizerische Gesellschaft für Medizinische Genetik). 1995 emeritierte Werner Schmid.
Das Katzenaugen-Syndrom wird auch als Schmid-Fraccaro-Syndrom bezeichnet, da er 1965 massgeblich an der Erstbeschreibung des für diese Erkrankung typischen Extrachromosoms beteiligt war.